# Roque als Jocs Olímpics d'estiu de 1904
Als Jocs Olímpics de 1904 es disputà una competició de roque. Fou l'única ocasió en què aquest esport fou olímpic. Només hi participà els Estats Units.

## Resum de medalles
| Prova      | Or              | Argent         | Bronze        |
| Individual | Charles Jacobus | Smith Streeter | Charles Brown |

## Resultats

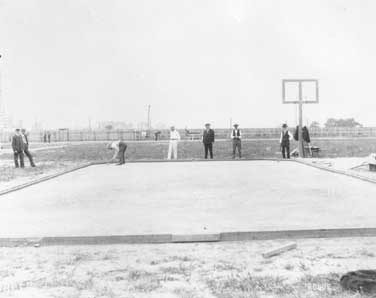
El Roque als Jocs Olímics del 1904.

Un nombre desconegut de jugadors participaren en la prova. Només es coneixen els següents resultats:
| Pos. | Jugador          | Victòries | Derrotes |
| ---- | ---------------- | --------- | -------- |
| 1    | Charles Jacobus  | 5         | 1        |
| 2    | Smith Streeter   | 4         | 2        |
| 3    | Charles Brown    | 2         | 4        |
| 4    | William Chalfant | 1         | 5        |

## Medaller
| Posició | País         | Or | Argent | Bronze | Total |
| 1       | Estats Units | 1  | 1      | 1      | 3     |